# Johanna Kandjimi
Johanna Kandjimi (nascida em 8 de agosto de 1961) é uma política namibiana que actua como membro da Assembleia Nacional da Namíbia, representando o partido no poder, SWAPO. Ela tomou posse como parlamentar em março de 2015, após a sua eleição em novembro de 2014.

## Vida e carreira
Johanna Kandjimi nasceu em 8 de agosto de 1961 em Rupara, Kavango West, no antigo sudoeste africano. Ela matriculou-se na Escola Secundária Leevi Hakusembe em 1980. Trabalhou no Supermercado Rudolf Ngondo entre 1982 e 1988 e, de 1987 a 1997, ela foi gerente assistente numa loja Pep. Em 1988, ela encontrou emprego numa loja Harties e trabalhou nela até 1992.
Também em 1988, ela tornou-se activa na política e foi eleita tesoureira regional do Sindicato dos Trabalhadores Aliados e da Alimentação da Namíbia (NAFAU). Entre 1988 e 1989, ela foi oficial de mobilização regional na SWAPO. Ela tornou-se presidente do Rundu, Fundação do Povo Tsumkwe, em 1995. Ela foi também nomeada vice-presidente do Grupo de Dança Cultural de Uukumwe e coordenadora do conselho regional de mulheres da SWAPO em 1998. Kandjimi foi eleita vice-presidente do Comité de Desenvolvimento da Aldeia em 2004 e ocupou o cargo até 2009.
Em 2013, foi promovida a coordenadora regional da SWAPO, renunciando assim ao seu papel de coordenadora do conselho regional da SWAPO Mulheres. Em novembro de 2014, ela foi eleita membro do parlamento e tomou posse no início de 2015. Ela demitiu-se do Grupo de Dança Cultural Uukumwe, da Fundação do Povo Rundu, Tsumkwe e do cargo de coordenadora regional no mesmo ano.
Kandjimi foi em grande parte uma defensora durante sua gestão como parlamentar. Ela foi reeleita para um segundo mandato em 2019, ficando em oitavo lugar na lista do partido.